# 植木通彦
植木 通彦（うえき みちひこ、1968年4月26日 - ）は、福岡県北九州市出身の元ボートレーサー。登録第3285号。
現在は一般財団法人BOAT RACE振興会ボートレースアンバサダー。

## 来歴
福岡県立小倉商業高等学校2年時に中退。当時は野球部に所属。（ボートレーサー引退後に福岡県立博多青松高等学校に編入学して卒業。）
その後、全国モーターボート競走会連合会本栖研修所に入所。

### 選手生活
1986年11月21日から福岡競艇場で開催された一般戦でデビュー。
1986年12月25日から芦屋競艇場で開催された一般戦で初勝利。
1988年11月29日からびわこ競艇場で開催されたG3で初優出を果たす。
1989年1月16日、桐生競艇場でのレース中に転覆した際、後続艇のプロペラで顔面を切り刻まれ、全治5カ月、傷の縫合に75針を要する重傷を負う。

半年後、レースに復帰するが、負傷した競艇場での復帰を避ける選手がほとんどの中で、父親の進言や自身を奮い立たせる意味を込め、復帰戦の場として桐生を選んだ。この経緯から「不死鳥」の異名が植木に与えられることとなり、1990年代後半に放映された競艇のテレビコマーシャルでも「平成の不死鳥、植木通彦」というナレーション、テロップで紹介された。
1990年7月26日から唐津競艇場で開催された新鋭リーグ戦で初優勝を飾る。
1991年1月12日から徳山競艇場で開催された G1「新鋭王座決定戦」でG1初優出を果たす。10月9日から尼崎競艇場で開催された SG「第38回全日本選手権」にてSG初出場。
1992年2月7日から福岡競艇場で開催された地区選手権競走（九州地区選手権）で初のGI優勝。
1993年3月18日から戸田競艇場で開催されたSG「第28回総理大臣杯」でSG初優出・初優勝。この優勝戦にはモンキーターンの創始者飯田加一も進出する中で、飯田を抑えて優勝を果たしている。
1994年 - 児島競艇場のモーターボート記念競走で優出2着。つづく常滑競艇場で開催の全日本モーターボート選手権競走で優勝。年末の賞金王決定戦に進出し、惜敗するも初の年間賞金王となる。
1995年 - 年末、住之江競艇場で開催された第10回賞金王決定戦、このレースは、艇史に残る死闘として今なお語り継がれる名勝負である。植木は5号艇から奇襲の2コース進入、1マークでマクリを放つが、完璧なターンをした中道には僅かに届かない。2マーク、中道が流れたところに植木が差しを決めトップに立つ。しかし2周1マーク、今度は中道が植木に艇をぶつけながらターンを決めて再逆転。ターンの度に住之江の観客から大歓声が上がるなか、最終3周2マーク、植木が先に旋回を決め、半艇身ほど前に出てボートレース史に残る大接戦を制した。こうして僅か0.1秒差で植木が賞金王を制したが、年間の賞金王は逃している。
1996年 - オーシャンカップ競走、モーターボート記念競走、全日本選手権競走で優出3着。年末、賞金王決定戦は戸田競艇場で開催、トライアル初日、中道のマクリに植木が抵抗し大競り、植木は3着、中道は6着。トライアル2日目は別々のレースでともマクリ1着。トライアル最終日、中道が1着、植木は3着。中道・植木どっちが勝っても初の2億円レーサーが誕生する決定戦、2号艇中道が3コース、4号艇植木が4コースでセンターに並んで進入、植木が内側を一気にマクって決着。公営競技初の年間獲得賞金2億円レーサーとなり、そのニュースは翌日のデイリースポーツの表一面を大きく飾った。
1997年 - 常滑競艇場で開催の笹川賞競走で優勝、5年連続SG優勝を達成。夏、地元若松競艇場でのモーターボート記念競走は優出2着。
1998年 - 丸亀競艇場の総理大臣杯、宮島競艇場のグランドチャンピオン決定戦で優出、賞金王決定戦に出場も順位戦止まり。
1999年 - 児島競艇場の総理大臣杯とモーターボート記念競走で優出。年末、賞金王決定戦は得点トップで優出も大外進入になり展開なく。
2000年 - 宮島競艇場のオーシャンカップ競走の優勝戦、植木は大外6コースからマクリ差し先頭に出るが、2周1マーク手前で島川光男と競り合いとなった隙を西島義則に突かれて差され2着。
2001年 - 唐津競艇場で開催された第11回グランドチャンピオン決定戦競走で優出、2コースからまくりを決めて4年ぶりのSG優勝。
2002年 -若松競艇場のオーシャンカップ競走をイン逃げで優勝。11月津競艇場の競艇王チャレンジカップもイン逃げで優勝、さらに住之江競艇場で開催された第17回賞金王決定戦も4コースからマクって優勝、6年ぶり3度目の賞金王に輝く。自身初のSG連覇を記録。年間SG3勝、賞金王決定戦3勝、10年連続賞金王決定戦出場、9年連続の獲得賞金1億円は至上1位タイ、年間獲得賞金2億8418万4000円は艇界及び公営競技最高記録。
2003年 - 競艇王チャレンジカップ競走までSG優出は無く、賞金王連続出場記録は途切れる。年末には賞金王シリーズ戦に初出場し優出を3着。
2004年 - 福岡競艇場の全日本選手権競走で優出2着、賞金王決定戦はトライアルを得点トップ、決定戦を1号艇で迎えるが、1マーク振り込んで終戦。
2005年 - 常滑競艇場の笹川賞競走でインから逃げて2年半ぶりのSG優勝、SG通算優勝回数が10回の大台に到達。グランドスラムを懸け地元若松のモーターボート記念競走で得点トップで準優出も結果は3着。年末、賞金王決定戦に出場も負傷で帰郷。
2006年 - 尼崎競艇場で開催された「競艇ニュース杯」（一般戦（タイトル戦））で優勝し通算1,500勝を達成。丸亀競艇場で開催された競艇王チャレンジカップ競走で優出、賞金王決定戦出場に2着条件であったが3着。
2007年 - 年始尼崎競艇場で開催された周年記念競走「近松賞」で優出3着、2007年SG初戦・総理大臣杯直前に三国競艇場で開催された周年記念競走「北陸艇王決戦」で同じく優出3着と、昨年秋から続くそこそこの好調ぶりを見せ、総理大臣杯へと臨んだ。平和島競艇場でのSG第42回総理大臣杯、SGでは珍しく超抜モーターを手にした植木の豪快なイン逃げで誰も捲ることが出来なかった為、平和島競艇場審判課・松永良一アナ（通称：ベイ吉）に『ウエキング』という愛称を名付けられ、予選トップ通過・準優を見事なイン逃げで優出を果たすが1号艇で出走した同大会優勝戦にて、インスタートから僅かコンマ01ではあるが早くスタートしてしまい痛恨のフライング返還欠場。売上の9割以上にあたる17億4522万7700円という東日本の競艇場としては最高額となる記録的な返還額となった。
このフライングにより、植木は今後1年間賞金王決定戦競走を除く全てのSGへの出場資格を失い、予定されていた住之江でのSG笹川賞競走の出場・初日ドリーム戦（4号艇）出走も取り消されることとなった。また、植木はフライング休み明けの2007年6月15日からも、GIには規定に基づきフライング休み消化後6ヶ月間選出除外となることが決まり、同年末に福岡で行われる初の地元開催となる賞金王決定戦競走への出場が実質的に閉ざされた。その後、地元の2つの周年記念競走（若松・芦屋）に出場し、F休みに入る。

### F休み明けから突然の引退表明
休み明けの復帰戦は奇しくも自身最後のSG出場となった平和島競艇場での「サントリーカップ」（一般競走）であった。レースは好調ではなかったが、3着と優出を果たした。
平和島での復帰後、次に出場した鳴門競艇場での一般開催「ヤクルト杯競走」では次点で優出ならず、最終日18日の第10レース・「うずしお選抜戦」で1号艇からイン逃げを決め1着。結果的にこのレースが現役最後のレースとなった。
鳴門競艇場の一般開催終了後、翌7月19日に突然の引退を発表する。翌7月20日、東京都港区のホテルパシフィック東京で行われた永年功労者祝賀会にて現役勤続20年の表彰を受けたのち、同ホテルにて引退会見を行い正式に現役引退を表明した。会見の中で植木は「今回の引退は、桐生での事故の後、これからどうしようかと考えたときに、桐生のみなさん、そしてお世話になったみなさんのためにも『20年間、命を懸けて走ろう』と決心しました。そしてその20年が来ました……」と語った。
通算成績は4500走1562勝、勝率7.58、優勝74回（SG10回・GI23回）、生涯獲得賞金は22億6184万2369円

### 引退後
2008年4月より一般財団法人日本モーターボート競走会の理事職に就き現在は執行役員、競艇選手育成機関であるやまと学校を担当していたが、自身のブログにおいて2012年4月1日付けでやまと学校校長に就任したことを発表している。また、2017年4月付でやまと学校（現ボートレーサー養成所）担当から特命担当に変更(2018年5月退任)。その後、2018年6月からBOAT RACE振興会のボートレースアンバサダーを務める。
そのため、選手引退後の現在でも競艇関係者の立場にある。このことから、モーターボート競走法の規則上予想行為や勝舟投票券の購入が許されず、また、それゆえ直接的なレースの結果予想を言及することはできない立場にあるものの、後述するボートレース関連のネット配信番組では自身のレース経験に基づいた1周1マークの攻防などの展開の推理を行い、その読みの鋭さで視聴者から好評を得ている。
2008年（平成20年）、大村競艇場が設ける「ボートレース殿堂」入りを果たした。
2008年11月16日若松競艇場内に「フェニックスホール-植木通彦記念館-」がオープンした。また、2009年3月11日から、若松競艇場で新鋭リーグ戦「植木通彦フェニックスカップ」が開催されている。
SG・GI開催時のテレビ中継解説に加え、ボートレースアンバサダーの立場から、後述の通り2019年頃よりボートレース関連のネット配信番組への出演を増やしている。

## 主な勝利

### SG
10勝
- 第28回総理大臣杯（1993年3月23日・戸田競艇場）
- 第41回全日本選手権競走（1994年10月12日・常滑競艇場）
- 第10回記念賞金王決定戦競走（1995年12月24日・住之江競艇場）
- 第11回賞金王決定戦競走（1996年12月23日・戸田競艇場）
- 第24回笹川賞競走（1997年5月27日・常滑競艇場）
- 第11回グランドチャンピオン決定戦競走（2001年6月24日・唐津競艇場）
- 第7回オーシャンカップ競走（2002年8月4日・若松競艇場）
- 第5回記念競艇王CC（2002年12月1日・津競艇場）
- 第17回賞金王決定戦競走（2002年12月23日・住之江競艇場）
- 第32回笹川賞競走（2005年5月29日・常滑競艇場）

### G1
- 23勝

## 戦績
- 出走回数：4500回
- 1着回数：1562回
- 優出回数：236回
- 優勝回数：74回
- SG優勝回数：10回
- SG優出回数：36回
- SG出走回数：709回
- G1優勝回数：23回
- G1優出回数：96回
- G1出走回数：1895回
- フライング（F）回数：25回
- 出遅れ（L）回数：2回
- 通算勝率：7.58
- 2連対率：54.73
- 3連対率：70.24
- 生涯獲得賞金：22億6186万7369円

## エピソード

### 大怪我からの復活
- 「艇王[19]」「不死鳥」の異名で知られる。
- 桐生競艇場での事故の際、搬送中の救急車の中で、付き添いの競艇場職員に「スタートが正常だったか否か」の確認を求め、「それどころじゃない!!」と職員に怒られた。
- 手術の途中で担当医が「これが鼻かな」「これが瞼かな」と言いながら傷を縫っていたこともあって、いよいよ心配になったのだろうか「先生、大丈夫ですか？」と問い合わせると「喋ったらいけない、喋ると顔が変形してしまうから」と返答された。
- 後に『別冊宝島』誌上でのインタビュー[20]で、スタートを確認した件について「（怪我した）場所が顔だったから、自分の目に見えなくて、どんだけ切ってるとかわかんなかっただけなんです（苦笑）」と語ったほか、「手術台に上がったら、先生が『これが瞼かな』とか話してるのが聞こえてきて（中略）『ひょっとしてダメかな』とか、ちょっと考えましたね」と後になってことの重大さに気づいたことを述べている。
- 事故直後は出血量の多さ、手術直後は施術部の腫れがひどかったため、何も見ることが出来なくなり、その間本人は失明したと思い込み、今後の生活を考え絶望的になっていたと語っている。
- 退院後、北九州へ戻る際に傷を隠すためにメガネをしていたが、いかんせん目と目の間（日月）の骨が無くなっていたために、メガネがずれて全く意味を成さなかった。そして北九州に戻り、北九州総合病院にて顔の皮を剥いで頭蓋骨を摘出し、顔（日月）の部位に移植手術を行った。
- 植木いわく、ケガから復帰してからは前出の引退会見での発言の通り、「どんなに成績が良くても現役は20年で辞める。逆にどんなに成績が伴わなくても20年は現役を続けると決めていた」という[21]。

### その他
- 1995年に住之江競艇場で開催された第10回賞金王決定戦にて、植木は5号艇から前付けを敢行して2コース進入、1マークはイン中道に対してマクリを打ち、中道も受け止め凌ぐ。ターンマークの度に順位が入れ替わる死闘を演じ、2人は併走でゴール、わずかの差で植木が20代初の賞金王覇者となった。植木と中道は後にこの名勝負を振り返って、お互いがターンマークの度に失敗を重ねていたと振り返っている[22]。しかし、この死闘は思わぬところで高い評価を受けることになる。賞金王決定戦が行われた翌日にJRA（日本中央競馬会）ではグランプリ有馬記念が行われたが人気を集めたナリタブライアン、ヒシアマゾンがともに凡走、出走頭数もフルゲートには遠く及ばなかったこともあり、雑誌週刊Gallopでは有馬記念のレース内容を「競艇に負けた有馬記念」と皮肉った上で賞金王決定戦のレースを絶賛した[23]。
- 1993年から2002年まで10年連続で賞金王決定戦に出場。また8つの全SG競走を制覇する「グランドスラム」に最も近いといわれたが、モーターボート記念競走だけは縁がなく、1994・1996・1997・1999・2001年と5回優出するも、グランドスラマーの偉業を達成することは叶わなかった。
- 輝かしい成績を残しているにもかかわらず、一開催期間中の出走レース全て1着で優勝する完全優勝は2度ほどチャンスはあったが達成できなかった。
- 松永良一アナウンサーによって命名された『ウエキング』という愛称は、2004年に常滑で開催されたモーターボート大賞の優勝戦で実況の山田智彦アナウンサーからも使用された。
- 2000年代に女子のトップ選手として活躍した横西奏恵によると、「現役時代のレース場ではいつも『近寄るな』オーラがすごすぎて、とても話しかけられなかった」そうである[24]。またやまと学校校長担当時も、当時訓練生として在籍していた現役ボートレーサーから「オーラを感じた」というコメントが出ている[25][26]。
- 現役時代、レース出場時には宿舎ではほとんどの時間を寝て過ごしていた。瓜生正義は宿舎でずっと寝ている植木を見て「亡くなってるんじゃないかと思った」と心配したこともあったという[27]。
- 1993年に日本プロスポーツ大賞の候補に選ばれ、意気揚々と会場に乗り込んだものの、会場の誰からも注目されなかったことに衝撃を受け、「微力ながらもボートレース発展のために力を尽くしたい」と思ったことが、ボートレースアンバサダーの仕事の原点になっているという[28]。
- 全くの下戸である。また趣味もないため[29]、これを出演番組内で植木の先輩に当たるベテラン選手からネタにされることもある[27][30]。

## 著書など
植木通彦・著 『水に舞う不死鳥・艇王の二十年』 弦書房（福岡） 2008年9月 ISBN 978-4-86329-008-2

## 出演
- BOAT RACEライブ → BOAT RACEプレミア（BSフジ、テレビ東京他）- 解説（ビッグレース時のみ）
- アベマde週末ボートレース（ABEMA BOATRACEチャンネル、2019年6月 - 2020年5月）- 解説
- ABEMA BOAT RACE TOWN 土曜 知識で争う波乗王（ナミノリキング）（ABEMA BOATRACEチャンネル、2020年6月 - ）- 解説
- ボートレースウィークリー（日本レジャーチャンネル公式YouTube、2020年5月 - ）- MC[31]
- ボートレースウィークリーNEXT（日本レジャーチャンネル公式YouTube、2021年4月 - 2022年3月）- MC[32]
- アインシュタイン・山崎紘菜 Heat&Heart！（文化放送 毎週日曜16：00～16：55）2020年4月5日～
- MAX・邦丸 Ride on Boat（文化放送 毎週日曜16：00～16：55）2018年～2020年3月29日